# Arctium pseudarctium
Arctium pseudarctium là một loài thực vật có hoa trong họ Cúc. Loài này được (Bornm.) Duist. mô tả khoa học đầu tiên năm 1996.